# 고노에 노부타다
고노에 노부타다(일본어: 近衛信尹, 1565년 11월 23일 ~ 1614년 12월 25일)는 아즈치모모야마 시대의 공가이다. 호는 산먀쿠인(三藐院).
고노에 사키히사의 아들로 태어났다. 어머니는 하타노 소시치(波多野惣七)의 딸이다. 말년까지 후사가 없어 고요제이 천황의 제4황자 니노미야(二宮)를 양자로 들였다. 니노미야의 어머니 주카몬인 사키코(中和門院前子)는 노부타다의 동생이므로 노부타다는 니노미야의 외숙 겸 양부가 된다.